# Rupelmonde
Rupelmonde – dzielnica (deelgemeente) gminy Kruibeke w Belgii, w Regionie Flamandzkim, w prowincji Flandria Wschodnia, w okręgu Sint-Niklaas. 1 stycznia 2020 roku liczyła 3123 mieszkańców. Do 31 grudnia 1976 samodzielna gmina.

## Demografia
Liczba mieszkańców, stan na 1 stycznia:
| Rok                | 1930 | 1947 | 1961 | 2020 |
| ------------------ | ---- | ---- | ---- | ---- |
| Liczba mieszkańców | 3498 | 3525 | 3285 | 3123 |